# قرخ‌بلاغ (چاراویماق)
قرخ‌بلاغ یکی از روستاهای استان آذربایجان شرقی است که در دهستان چاراویماق مرکزی بخش مرکزی شهرستان چاراویماق واقع شده‌است.این روستا ۲۰۳ نفر جمعیت دارد.